# Africophilus stoltzei
Africophilus stoltzei là một loài bọ cánh cứng trong họ Bọ nước. Loài này được Holmen miêu tả khoa học năm 1985.